# The Fabulous Faker Boy
The Fabulous Faker Boy («Невероятный обманщик») — двадцатый эпизод двадцать четвёртого сезона мультсериала «Симпсоны». Выпущен 12 мая 2013 года в США на телеканале «FOX».

## Сюжет
Директор Скиннер вызывает Мардж, чтобы поговорить о будущем Барта. Он предлагает ей записать Барта на курсы музыки, чтобы тот быстрее развивался. Мардж предлагает сыну Лизу, Сайдшоу Мела, Продавца Комиксов и профессора Фринка в качестве учителей, но Барт отказывается от них. Мардж и Барт посещают дом, где живут приезжие из России: Слава и его дочь, Женя. Барт влюбляется в Женю, и Мардж соглашается на курсы Барта с ней. Сама же Мардж учит Славу вождению, но к пользе это не приводит. В это время Барт решает вставлять диски c мелодиями в рояль, чтобы произвести впечатление на Женю, и на школьном концерте Мардж радуется за него. Однако Барт узнаёт, что у Жени появились другие ученики, и, разочаровавшись, рассказывает об обмане на конкурсе талантов. Мардж рассержена на сына. Но тут появляется Слава и говорит, что получил водительские права, дав Сельме и Пэтти Бувье поддельные джинсы. Одновременно он говорит о том, что обманывать ради любви не стыдно. После этого Мардж прощает Барта за то, что он сказал правду.
Тем временем два волоска с головы Гомера спадают, и он становится абсолютно лысым. Он пытается прикрыть плешь различными париками и головными уборами, но бесполезно. Позже он встречает работника Спрингфилдской АЭС, который также лысый, и он даёт ему ценный совет. В итоге Гомер показывает Мардж лысину, но та говорит, что для неё это не важно, и обнимает Гомера. После чего два волоска чудесным образом вырастают обратно.

## Интересные факты
- Сцену на диване создавали люди, работающие над мультсериалом «Робоцып», поэтому сцена сделана в технике stop-motion. Кроме того, в конце появляется сам Робоцып, насильно заставляющий смотреть Симпсонов их телевизор, подобно заставке мультсериала.

## Отношение критиков и публики
Эпизод просмотрело около 4.16 миллионов человек 18-49 лет, он получил рейтинг 2.0 и стал вторым по просматриваемости в воскресную ночь (первый — «Гриффины», «Farmer Guy»). Оценки от критиков были смешанными. Например, Роберт Дэвид Салливан из «The A.V. Club», дав оценку «C-», написал: «Отношения между Мардж и Бартом — крайне редкая вещь для сериала, но в данном эпизоде они проходят вполсилы, и ссора разрешается слишком быстро».